# Ingude altxatze

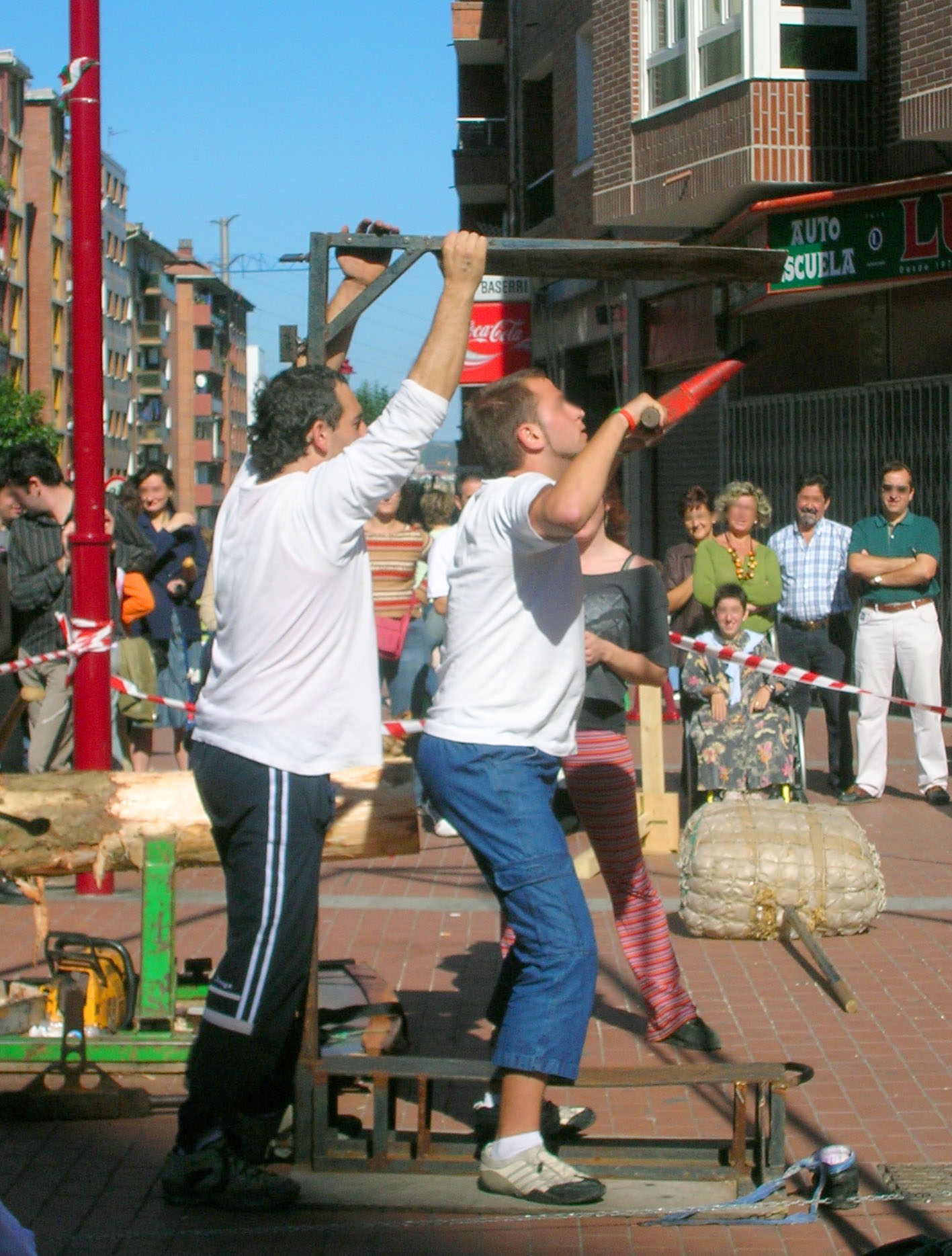
Epreuve de lever d'enclume à Barakaldo (Biscaye).

Ingude altxatze est un sport rural basque qui consiste à lancer ou lever une enclume.

## Histoire
L'enclume est un outil d'utilisation commune dans les forges. Les forgerons avaient anciennement la coutume d'emporter sur leurs dos les enclumes quand ils se déplaçaient d'un lieu à un autre pour effectuer un travail (par exemple poser un fer à un cheval ou un Animal de trait). De la même manière que d'autres outils d'utilisation dans le travail comme la hache ou la faux, ils seront transformés en ustensile pour les paris et défis avec lesquels on pouvait mesurer la force et la résistance de leur possesseurs. Au Pays basque français, on a commencé à utiliser des enclumes comme élément pour mesurer la force entre les forgerons et les agriculteurs.
Bien qu'anciennement les défis incluaient le soulèvement d'enclumes grandes et lourdes, cette pratique a disparu, et le sport actuel consiste à lever une enclume de dimensions et poids relativement petits, de manière répétitive, depuis une base jusqu'à une hauteur préétablie située au-dessus de la tête du sportif. Cette modalité sportive a commencé au Pays basque français où elle a une plus grande tradition. Depuis elle s'est répandue en direction du sud, vers la partie espagnole du Pays basque, tout comme d'autres jeux et sports connus collectivement comme Jeux d'Iparralde (jeux du nord, Pays basque nord).

## Éléments de l'épreuve
L'enclume réglementaire utilisée dans les épreuves de compétition pèse 18 kg. Ses dimensions sont de 320+/- 20 mm de hauteur et 600 +/- 20 mm de longueur. Des poignées sont lisses et ont un diamètre approximatif de 40 mm et une longueur minimale de 160 mm. Les "prises" sont généralement couvertes de gomme. Dans les concours féminins, le poids de l'enclume est généralement inférieur, 10 kg.
La structure qui est utilisée pour les essais est généralement en forme de U. Un poste vertical soutient la visière, plaque métallique supérieure de forme rectangulaire jusqu'à laquelle on doit soulever l'enclume. La visière peut s'adapter à différentes hauteur et est placée généralement à 30 cm au-dessus de la tête du sportif. Les dimensions de la visière sont aussi réglementées. Elle doit avoir un demi-mètre de longueur minimale et 400 mm (+/- 10 mm) de large.
La base depuis laquelle il faut lever l'enclume est placée parallèle à la visière. C'est un rectangle de bois solide de 1 m de longueur et de 20 cm de large. Il a généralement une hauteur de 20 cm depuis le sol. La partie supérieure de la base est généralement couverte d'une plaque d'acier sous forme de U et de 50 cm longueur, de 20 cm larges et de 1 cm d'épaisseur. La distance depuis le poste jusqu'à la pointe de la base est de 1 m.

## Développement du sport
Dans les championnats, le temps de compétition est généralement préétabli (1 minute et 30 secondes). Pendant ce temps le sportif doit effectuer le plus grand nombre de levés possibles. Le concurrent qui obtient un plus grand nombre de levés gagne le concours et en cas d'égalité, on proclame gagnant le concurrent qui a commencé. En Zuberoa/Soule la tradition établit que l'on refait le concours dans un délai plus court pour casser l'égalité. Le participant peut saisir l'enclume latéralement que frontalement.
Pour que le levé soit valable le sportif doit lever l'enclume depuis la base jusqu'à la visière. Le lever est comptabilisé comme valable si seulement il frappe les deux éléments. Le lever est comptabilisé comme valable au moment où l'on frappe la plaque supérieure.
Généralement le sportif compte un collaborateur, qui ne peut pas toucher le concurrent pendant l'épreuve et qui tient la plate-forme. Il est strictement interdit d'utiliser de la résine ou tout autre produit qui favoriserait la prise dans les mains.
Dans quelques championnats on est arrivé à effectuer 90 levers (1 par seconde). Le record de Navarre est détenu par Xavier Sein avec 93 levers.
Le record est détenu par José Lapazaran (Biscaye) avec 100 coups en 1 minute et 30 secondes.
Dans des exhibitions, les conditions peuvent varier par rapport aux compétitions officielles.
La technique du lever d'enclume exige de maintenir le dos droit dans la mesure du possible et de se servir des jambes pour la force.